# Pedro de Aguilar Lazo de la Vega
Pedro de Aguilar Lazo de la Vega (Écija, Corona de Castilla, Monarquía Hispánica  1585-Santiago de Guatemala c. mediados del siglo XVII) fue un caballero de la Orden de Calatrava y maestre de campo en las provincias del Reino de Guatemala que se desempeñó como alcalde mayor de Sonsonate, alcalde ordinario de la ciudad de Santiago de Guatemala, y alcalde mayor de San Salvador.

## Biografía
Pedro de Aguilar Lazo de la Vega nació en el año de 1585 en la ciudad española de Écija, siendo hijo de Antonio de Aguilar y de la Cueva (cuarto alférez mayor de Écija y sexto señor de la casa del Pilar; además perteneciente a las casas nobiliarias de Osuna,  Priego, Alburquerque, Feria y Cabra) e Inés de Aguilar Chirinos (hija de Pedro Aguilar Lazo de la Vega e Inés de Godoy Chirinos) . Asimismo, tenía seis hermanos llamados Juan, Nuño, Luisa, Inés, Francisca y Ana María.
En su juventud se uniría al ejército castellano, y en 1608, a la edad de 23 años, se trasladaría al continente americano y se asentaría en la ciudad de Santiago de Guatemala; en donde, el 1 de marzo de 1609, contraería matrimonio con su prima hermana Leonor Aguilar de la Cueva, con la que engendraría dos hijos llamados Francisco y Gerónima.
En Santiago de Guatemala adquiriría el rango de capitán, y en 1609 ejerció como uno de los regidores del cabildo de dicha ciudad. Posteriormente, en 1610 sería nombrado por el presidente-gobernador y capitán general de Guatemala Alonso Criado de Castilla como alcalde mayor interino de Sonsonate y corregidor de los pueblos de Guaymoco y Tacachico (estos dos ubicados en jurisdicción de la Alcaldía mayor de San Salvador); cargo que ejercería hasta 1612, y durante el cual se sabe que defendió la costa del puerto de Acajutla de un intento de desembarco de piratas franceses.
En el año de 1612 sería designado alcalde ordinario y corregidor del valle de la ciudad de Santiago de Guatemala. Luego, en 1613 el presidente-gobernador y capitán general de Guatemala Antonio Peraza de Ayala Castilla y Rojas conde de la Gomera, lo nombraría encomendero de las poblaciones de San Juan Sacatepéquez, San Pedro Sacatepéquez, Santo Domingo Cinacao (actualmente Santo Domingo Xenacoj), Guanagazapa, Tepeaco y Mistan (Santa Ana Mixtán); asimismo sería juez de bienes difuntos y mayordomo de propios de la ciudad de Guatemala.
Regresaría a España donde en 1616, el rey Felipe III, le concedería el título de caballero de la Orden de Calatrava. Posteriormente, el 1 de marzo de 1919 el rey Felipe III lo designaría como alcalde mayor de San Salvador; por lo que el 13 de junio de ese año se embarcó hacia el continente americano en compañía de su hermano Nuño y cuatro criados.
Por el año de 1620 tomaría posesión de su cargo de alcalde mayor y teniente de capitán general de San Salvador (el título de teniente de capitán general sería concedido a todos los gobernantes del reino de Guatemala desde la llegada del presidente-gobernador y capitán general de Guatemala Antonio Peraza de Ayala Castilla y Rojas conde de la Gomera; y conferiría el mando sobre las tropas de la provincia). Durante su gestión, en 1620 defendería la costa de la desembocadura del río Jiboa, de un intento de desembarco de piratas holandeses; y haría frente a una sublevación de 2000 esclavos afrodescendientes en 1625.
En 1626 concluiría su mandato como alcalde mayor de San Salvador, por lo que regresó a residir en la ciudad de Santiago de Guatemala donde fue juez de bienes difuntos, composiciones de tierras y extranjeros; y continuaba siendo encomendero de San Juan Sacatepéquez, San Pedro Sacatepéquez, Santo Domingo Cinacao, Guanagazapa, Tepeaco y Mistan (a las que se le sumó la población de Santiago Sacatepéquez en 1620).
En 1631 pidió a la real audiencia que hiciese relación de sus méritos y de los ancestros de su ya difunta esposa, para que su hijo Francisco  se le diése el título de caballero de la Orden de Santiago. Posteriormente en 1633 - debido a los numerosos avistamientos e intentó de ataque al territorio por corsarios- el presidente-gobernador y capitán general de Guatemala Diego de Acuña lo designó como maestre de campo de todas las provincias del reino de Guatemala. Luego que Trujillo fuese atacada por corsarios en 1633, sería enviado para arreglar las defensas de dicho población, por lo que fortifica el puerto de dicha localidad y armó varios navíos para custodiar a los comerciantes.
Lo último que se sabe de él es que en 1641, debido a tener un bajo capital, le súplica al rey Felipe IV emite una real cédula para que el presidente-gobernador de Guatemala le conmute los tributos de Tepeaco, Guanaguacapa y Mistlan por la cantidad de la venta de dichas poblaciones; y de que la quite los 500 pesos que pagaba en calidad de pensión a Juan del Castillo, dichas solicitudes serían respondidas a su favor. Muy probablemente fallecería cerca de mediados del siglo XVII.